# Lake City (Dakota del Sud)
Lake City és una població dels Estats Units a l'estat de Dakota del Sud. Segons el cens del 2000 tenia 47 habitants.

## Demografia
Segons el cens del 2000, Lake City tenia 47 habitants, 19 habitatges, i 9 famílies. La densitat de població era de 82,5 habitants per km².
Dels 19 habitatges en un 36,8% hi vivien nens de menys de 18 anys, en un 47,4% hi vivien parelles casades, en un 5,3% dones solteres, i en un 47,4% no eren unitats familiars. En el 47,4% dels habitatges hi vivien persones soles el 31,6% de les quals corresponia a persones de 65 anys o més que vivien soles. El nombre mitjà de persones vivint en cada habitatge era de 2,47 i el nombre mitjà de persones que vivien en cada família era de 3,8.
Per edats la població es repartia de la següent manera: un 36,2% tenia menys de 18 anys, un 0% entre 18 i 24, un 23,4% entre 25 i 44, un 17% de 45 a 60 i un 23,4% 65 anys o més.
L'edat mediana era de 38 anys. Per cada 100 dones de 18 o més anys hi havia 114,3 homes.
La renda mediana per habitatge era d'11.563 $ i la renda mediana per família de 63.125 $. Els homes tenien una renda mediana de 38.750 $ mentre que les dones 0 $. La renda per capita de la població era de 14.036 $. Cap de les famílies i el 8% de la població estaven per davall del llindar de pobresa.

## Poblacions més properes
El següent diagrama mostra les poblacions més properes.